# La Chambre des morts (film)
Pour l’article homonyme, voir La Chambre des morts.
Pour plus de détails, voir Fiche technique et Distribution.
La Chambre des morts est un film français réalisé par Alfred Lot en 2007, adaptation cinématographique du roman homonyme de Franck Thilliez.

## Synopsis
Une nuit, deux jours avant Noël, dans la banlieue de Dunkerque, deux amis, informaticiens mis au chômage par un plan social, se vengent sur l'entreprise qui vient de les licencier en taguant ses locaux.
Alors qu'ils quittent les lieux en voiture, ils renversent accidentellement un homme, qui meurt sur le coup. Le passager, Sylvain, veut dans un premier temps prévenir la police, mais le conducteur, Vigo, craint une peine de prison malgré le caractère involontaire de l'homicide, car il roulait en état d'ivresse et au-delà des limites de vitesse. Comme l'accident a eu lieu sur un parking isolé, dans un champ d'éoliennes, où ils pensent n'avoir aucun témoin, il finit par convaincre son ami de garder le silence, de l'aider à se débarrasser du cadavre, et de fuir, par solidarité. D'autant plus que l'homme transportait une somme d'argent inhabituellement élevée, ce qui les fait imaginer leur victime en malfaiteur, pour lequel ils n'ont pas de remords, et les incite à garder cet argent afin de mettre un terme à leur précarité.
Le lendemain, le cadavre d'une jeune fille d'une dizaine d'années est retrouvé dans un entrepôt donnant sur le lieu de l'accident. Il s'avère qu'elle avait été kidnappée, et que l'homme renversé était son père, qui se trouvait sur les lieux pour apporter la rançon destinée à sa libération ; le ravisseur, ayant assisté à la scène et comprenant qu'il ne pourrait s'emparer de l'argent, a décidé d'assassiner la petite fille.
La manière dont le corps a été mis en scène, la cécité de la petite fille (qui n'aurait donc de toute façon pas pu reconnaître le ravisseur), et le fait qu'une autre petite fille d'un milieu beaucoup plus modeste (dont il pourrait difficilement tirer une rançon) soit enlevée peu après, font penser aux enquêteurs que le mobile du tueur n'est pas seulement d'ordre crapuleux.
La seconde fille enlevée est diabétique, et elle ne peut survivre que quarante heures avec les médicaments qu'elle avait sur elle au moment de l'enlèvement. Les enquêteurs doivent donc faire vite. Parmi eux se trouve le brigadier Lucie Henebelle, dont les qualités de profilage étonnent sa hiérarchie.
Une série de flashbacks et la scène finale suggèrent au spectateur que, dans son enfance, Lucie était présente aux côtés du tueur lorsqu'il a subi le traumatisme qui a déclenché son instabilité psychologique.

## Fiche technique
- Titre original : La Chambre des morts
- Réalisation, scénario, adaptation, dialogues : Alfred Lot d'après le roman de Franck Thilliez La Chambre des morts (2005)
- Producteur délégué : Charles Gassot
- Producteur exécutif : Jacques Hinstin
- Directeur de la photo : Jérôme Almeras
- Chef décorateur : Jean-Pierre Fouillet
- Chef monteuse : Maryline Monthieux
- Créateur de costumes : Olivier Beriot
- Chef opérateur du son : Laurent Zeilig
- Mixeur : Dominique Gaborieau
- Monteur son : Francis Wargnier
- Casting : Brigitte Moidon
- 1er assistant réalisateur : Stéphane Moreno-Carpio
- Régisseur général : Gaël Deledicq
- Musique : Nathaniel Mechaly
- Production : Produire à Paris, en association avec Cinémage 1
- Sociétés de distribution : BAC Films
- Pays d'origine :  France
- Langue originale : français
- Genre : policier, thriller
- Durée : 115 minutes
- Dates de sortie[1] :
  -  France : 14 novembre 2007

## Distribution
- Mélanie Laurent : Lucie Henebelle
- Éric Caravaca : Stéphane Moreno
- Gilles Lellouche : Sylvain
- Jonathan Zaccaï : Vigo
- Céline Sallette : Annabelle
- Laurence Côte : Alex
- Fanny Cottençon : la mère de Lucie
- Nathalie Richard : Raphaëlle Valet
- Jean-François Stévenin : Léon, le taxidermiste
- Stéphane Jobert : Raviez
- Antoine Oppenheim : Colin
- Alexandre Carrière : Stan
- Jean-Pierre Gos : Van Boost, le propriétaire du zoo
- Delphine Benattar : Nathalie
- Jacques Herlin : Marceau
- Alain Duclos : le père de Vigo
- Josette Hemsen : la mère de Vigo
- Isabelle Caubère : la femme de Léon
- Edith Le Merdy : le responsable SPA
- Hervé Dubourjal : Georges
- Gérard Pinteau : Raymond
- Christian Lecavelle : Jean-Pierre
- Florence Masure : la mère d’Éléonore
- Olivier Brabant : le père d’Éléonore
- Lola Créton : Éléonore
- Mathilde Chapelet : Annabelle enfant
- Clémentine Linÿer : Lucie enfant
- Laura Martin : Mélodie
- Jeremy Quaegebeur : Daniel
- Sabrina Delcourt : Éloïse
- Marc Prin : le directeur de l'usine
- Xavier Memeteau : Jean-Claude
- Franck Thilliez, auteur du roman dont le film est adapté, fait un caméo en interprétant le rôle d'un employé des pompes funèbres[2]

## Différences avec le livre
- À la fin du livre, on apprend que Vigo n'est pas mort dans sa réserve de charbon, après que Sylvain y ait mis le feu. Le corps retrouvé par la police est celui de son voisin. Toutefois, Vigo meurt dans l'épilogue, écrasé par un traîneau, après s'être retiré en Pologne.
- La fille diabétique ne survit pas dans le livre.
- De nombreux noms et personnages ont été modifiés. Par exemple, Annabelle dans le film est Viviane Delahaie dans le livre. Le commissaire de police est un homme, non une femme. L'homme qui accompagne Lucie s'appelle Pierre Norman, etc.
- Viviane Delahaie a emprisonné une femme enceinte et Sylvain. Après avoir mutilé Sylvain, celui-ci supplie la femme enceinte (enfermée avec lui) de lui donner un scalpel pour qu'il puisse se suicider. Dans le film, la femme enceinte n'est pas présente et Sylvain se suicide en s'étouffant.
- Viviane Delahaie ne meurt pas des mains de Lucie mais de Pierre Norman qui lui tire dessus.
- Dans le livre, Viviane Delahaie est surnommée « La Bête ».
- La poupée que Lucie reconnaît est une « Beauty Eaton » dans le livre, mais une Annabelle dans le film.
- La compagne de Viviane Delahaie est chauve dans le livre.
- Le lien entre Henebelle et Delahaie est différent. Dans le film, Henebelle et Delahaie s'étaient passé une peluche bleue (jetée à la fin du film) tandis que dans le livre, le lien est indirect : Henebelle se fait une cicatrice sur chaque main (une chute sur un tesson de bouteille et une sur un coquillage) alors que la mère de Viviane Delahaie mourrait.